# Kerkhof van Capinghem
Het Kerkhof van Capinghem is een gemeentelijke begraafplaats in de Franse gemeente Capinghem in het Noorderdepartement. Het kerkhof ligt er rond de Église Saint-Vaast in het dorpscentrum.

## Brits oorlogsgraf
Op het kerkhof bevindt zich een Britse militaire graf van een gesneuvelde uit de Tweede Wereldoorlog. Het graf wordt onderhouden door de Commonwealth War Graves Commission. In de CWGC-registers is het kerkhof opgenomen als Capinghem Churchyard